# ᶘ
Cette page contient des caractères spéciaux ou non latins. S’ils s’affichent mal (▯, ?, etc.), consultez la page d’aide Unicode.
Le ᶘ, appelé ech hameçon rétroflexe ou ech crochet rétroflexe, est un symbole non standard utilisé avec l’alphabet phonétique international. Il est composé d’un ech avec un crochet rétroflexe.

## Utilisation
L’ech hameçon rétroflexe ‹ ᶘ › est utilisé, comme symbole non standard dans certaines transcriptions phonétiques basées sur l’alphabet phonétique international, pour représenter l’équivalent rétroflexe d’une consonne fricative palato-alvéolaire sourde [ʃ]. John Laver l’a utilisé dans la transcription de l’hindi, par exemple [paɾe̠̝ᶘːɹ̥ã͇mˑ] « travail », ou du norvégien (Larvik), par exemple [va̠̝ᶘt̠ɛ̠̝z̯kɽa̠ɳɑ̘] « salopette » ou [sʷʉ̞ᶘʷɵ̟̞ᵊ̞ˑt̪ə̝ʔ] « aigre-doux ». 
Cependant, la prononciation de la consonne fricative palato-alvéolaire sourde est généralement considérée comme ayant la lame de la langue soulevée vers le palais dur, un geste qui empêcherait la rétroflexion du bout de la langue.

## Représentations informatiques
L’ech hameçon rétroflexe peut être représenté avec les caractères Unicode (Latin étendu C) suivant :
| formes    | représentations | chaînes de caractères | points de code | descriptions                                   |
| --------- | --------------- | --------------------- | -------------- | ---------------------------------------------- |
| minuscule | ᶘ               | ᶘ                     | U+1D98         | lettre minuscule latine ech hameçon rétroflexe |

## Sources
- (en) Peter Constable, Revised Proposal to Encode Phonetic Symbols with Retroflex Hook in the UCS, 1er février 2004 (lire en ligne)
- (en) Lon Diehl, IPA phonetic symbols for describing languages of East and Southeast Asia, 1995
- (en) John Laver, Principles of Phonetics, Cambridge University Press, 1994 (lire en ligne)
- (en) «  Phonetic Extensions Supplement[1D80] », dans The Unicode Standard, version 16.0), 2024 (lire en ligne)
- «  Supplément phonétique étendu[1D80] », dans Le Standard Unicode, version 15.1, 2023 (lire en ligne)